# Steyler Medienapostolat
Das Medienapostolat der Steyler Missionare produziert seit 1874 christliche Zeitschriften und Kalender für den gesamten deutschsprachigen Raum. Die seit 1878 erscheinende Familienzeitschrift Leben jetzt (bis 2020 noch unter dem Namen stadtgottes) ist eine der ältesten katholischen Publikationen in Deutschland. Die Redaktion sitzt in Sankt Augustin, die Verwaltung auf deutscher Seite in Nettetal nahe dem Gründungsort der Steyler Missionare in Steyl und auf österreichischer Seite in Maria Enzersdorf/Sankt Gabriel bei Wien.

## Geschichte

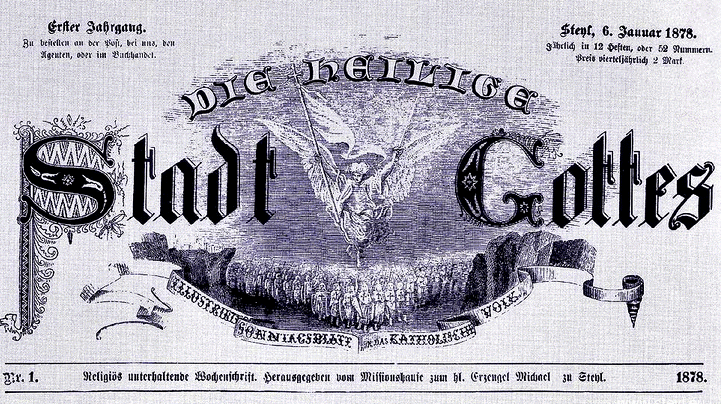
Titelblatt der ersten stadtgottes-Ausgabe von 1878.

Das Apostolat wurde 1874 durch den Gründer der Steyler Missionare, Arnold Janssen, ins Leben gerufen. Ziele waren das Finden Gleichgesinnter und die Verbreitung des Missionsgedankens. Zudem benötigte er finanzielle Ressourcen für die Arbeit der Mitglieder seines Ordens. Bereits in der Zeitschrift Kleiner Herz-Jesu-Bote warb er für die Mission. Am 6. Januar 1878 erschien erstmalig die Familienzeitschrift Die heilige Stadt Gottes – Illustriertes Sonntagsblatt für das katholische Volk, deren Titel allerdings schnell zu stadtgottes vereinfacht wurde. Sie erschien anfänglich wöchentlich, später monatlich. Im September 2020 wurde die Zeitschrift in Deutschland, Belgien, Luxemburg, Italien und der Schweiz in Leben jetzt umbenannt, zum Dezember 2020 erfolgte die Umbenennung auch in Österreich. Im Jahr 2011 lag die Abo-Auflage bei rund 150.000 Exemplaren.
Die Steyler Missionare brachten in ihrer 150-jährigen Geschichte mehrere Kinder- und Jugendzeitschriften heraus, die jahrzehntelang abonniert wurden. In jüngerer Vergangenheit mussten sie sich jedoch der veränderten Mediennutzung der jungen Menschen anpassen und den Printmarkt verlassen. So gab es ab 1920 die Kinderzeitschrift Der Jesusknabe, die 1972 in Weite Welt umbenannt und 2018 eingestellt wurde. Von 1973 bis 2000 erschien die Jugendzeitschrift 17. Das Kindermagazin Pico für Kindergarten- und Grundschulkinder wurde im Jahr 1990 gegründet, erschien elfmal im Jahr und wurde 2018 bis auf weiteres eingestellt. Mit einem neuen Konzept wurde es ab Dezember 2023 wieder in den Markt gebracht.

## Publikationen
Heute gibt das Medienapostolat die Monatszeitschrift Leben jetzt sowie drei verschiedene Kalender heraus, darunter einen Tischkalender mit 365 Tagessprüchen, einen 24-seitigen Wandkalender sowie den Michaelskalender im Magazinformat mit etwa 140 Seiten. Letzteren gab Ordensgründer Arnold Janssen im ersten Jahrgang noch selbst heraus. Der Michaelskalender hatte im Jahr 2021 eine verkaufte Auflage von rund 150.000 Exemplaren.
Leben jetzt versteht sich als spirituelles Magazin mit christlichen Werten. Die Zeitschrift berichtet über die sozialen Hilfsprojekte der Steyler Missionare und Steyler Missionsschwestern in rund 80 Ländern der Welt. Darüber hinaus werden christliche, soziale und ökologische Themen behandelt. Als Nachfolgezeitschrift der stadtgottes erscheint das Magazin seit über 140 Jahren ununterbrochen elfmal im Jahr.